# Junggye-dong
Junggye-dong là một dong, phường của Nowon-gu ở Seoul, Hàn Quốc.
Vào tháng 4 năm 2013, cụm rạp chiếu phim CGV Junggye mở cửa tại Junggye-dong.

## Liên kết
- Trang chính thức Nowon-gu bằng tiếng Anh Lưu trữ ngày 21 tháng 7 năm 2011 tại Wayback Machine
- Bản đồ của Nowon-gu Lưu trữ ngày 21 tháng 7 năm 2011 tại Wayback Machine
- (tiếng Hàn) Trang chính thức Nowon-gu Lưu trữ ngày 5 tháng 4 năm 2009 tại Wayback Machine
- (tiếng Hàn) Văn phòng dân cư Junggye 1-dong Lưu trữ ngày 11 tháng 2 năm 2012 tại Wayback Machine